# Jay Gould II
Jay Gould II (New York, 1º settembre 1888 – Margaretville, 26 gennaio 1935) è stato un giocatore di pallacorda statunitense, nipote del magnate Jay Gould.

## Carriera
Fu campione mondiale dal 1914 al 1916 e vincitore della medaglia d'oro alle Olimpiadi di Londra del 1908 nella pallacorda in variante longue paume, una specialità che diede origine al tennis, la quale fu sport olimpico in quella sola edizione dei giochi olimpici.
Jau Gould fu detentore del titolo amatoriale negli Stati Uniti dal 1906 al 1925.